# Unknown Worlds Entertainment
Unknown Worlds Entertainment — американская компания, разработчик компьютерных игр, расположенная в Сан-Франциско (Калифорния).

## История
Компания была основана в мае 2001 года Чарли Кливлендом (англ. Charlie Cleveland) с коллективом разработчиков. Первым продуктом стала игра Natural Selection, затем на волне успеха началась работа над её продолжением — Natural Selection 2. Между этими двумя программами была выпущена игра Zen of Sudoku (основана на популярной логической головоломке судоку), которая привнесла финансирование на создание Natural Selection 2, а на конференции Game Developers Conference (Сан-Франциско) была привлечена группа инвесторов.
В октябре 2006 года в компанию пришел Макс Макгуайр (англ. Max McGuire), ранее работавший разработчиком в Iron Lore Entertainment. Став техническим директором UWE, он всерьёз занялся Natural Selection 2. В 2007 году была создана специальная интегрированная среда для разработки — Decoda. В июне 2008 года в компанию в качестве арт-директора был принят Кори Стрэйдер (англ.  Cory Strader), принимавший участие в разработке Natural Selection. Имея команду и инструмент для разработки, уверенная в себе, студия в мае 2009 года начала принимать предварительные заказы на Natural Selection 2, которая была выпущена 31 октября 2012 года. В феврале 2013 года компания UWE выложила исходный код Decoda на сервисе GitHub.
После успеха второй части «Natural Selection», окрепшая компания начала разработку игры Subnautica. Игра появилась в раннем доступе Steam 16 декабря 2014 года. Игра вышла 23 января 2018 года.

## Разработанные игры
- Natural Selection (2002)
- Zen of Sudoku (2006)
- Natural Selection 2 (2012)
- Subnautica (2018)
- Subnautica: Below Zero (2021)